# Nicolas de Neufville de Villeroy

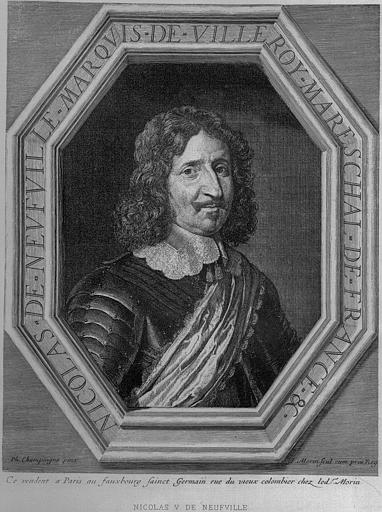
Nicolas de Neufville de Villeroy

Nicolas de Neufvilel de Villeroy (14 oktober 1598 – Parijs, 28 november 1685) was een Frans edelman en maarschalk van Frankrijk.

## Biografie
Nicolas de Neufville de Villeroy werd geboren als zoon van Charles de Neufville en was een kleinzoon van Nicolas de Neufville die als minister onder meer onder Lodewijk XIII van Frankrijk had gediend. Nicolas de Neufville verkreeg zijn opleiding aan het Franse hof werd hij tot gouverneur van de Lyonnais benoemd onder de supervisie van zijn vader. Hij bestierde die functie tot aan de dood van zijn vader in 1642. Vervolgens ging De Villeroy in Italië dienen en op 20 oktober 1646 werd hij gepromoveerd tot Maarschalk van Frankrijk, vanwege dat hij een protégé van Jules Mazarin was.
In datzelfde jaar benoemde koningin-moeder, Anna van Oostenrijk, hem tot de persoonlijke gouverneur van Lodewijk XIV die onder Mazarin's goedkeuring werd verkozen. In 1651 werd hij verheven tot hertog van Villeroy en 1663 werd hij Pair van Frankrijk. Tevens diende De Villeroy als Grootmeester van Frankrijk bij de kroning van Lodewijk XIV en werd hij ridder in de Orde van de Heilige Geest. Ook werd hij tot de koninklijke raad benoemd, een functie die hij tot zijn dood zou vervullen.

## Hôtel de Vilelroy
In 1640 liet Nicolas de Villeroy een stadspaleis bouwen aan de rue de Bourbonnais in Parijs. Het huis werd gebouwd op de plek waar sinds 1370 al een huis van de familie had gestaan.

## Huwelijk en nageslacht
Nicolas de Villeroy trouwde op 11 juli 1617 met Madeleine de Créquy en zij kregen samen vier kinderen:
- Charles (-1645), markies van Alincourt
- François (1644-1730), militair
- Françoise (-1701), gehuwd met Just, graaf van Tournon, Henri d'Albert en Jean Vignier
- Catherine (1639-1707), gehuwd met Lodewijk van Armagnac